# Cimochy (gromada)
Cimochy – dawna gromada, czyli najmniejsza jednostka podziału terytorialnego Polskiej Rzeczypospolitej Ludowej w latach 1954–1972.
Gromady, z gromadzkimi radami narodowymi (GRN) jako organami władzy najniższego stopnia na wsi, funkcjonowały od reformy reorganizującej administrację wiejską przeprowadzonej jesienią 1954 do momentu ich zniesienia z dniem 1 stycznia 1973, tym samym wypierając organizację gminną w latach 1954–1972.
Gromadę Cimochy z siedzibą GRN w Cimochach utworzono – jako jedną z 8759 gromad – w powiecie oleckim w woj. białostockim, na mocy uchwały nr 20/V WRN w Białymstoku z dnia 4 października 1954. W skład jednostki weszły obszary dotychczasowych gromad Cimochy, Cimoszki, Sobole i Szeszki ze zniesionej gminy Wieliczki w tymże powiecie oraz obszar dotychczasowej gromady Lipówka ze zniesionej gminy Dowspuda w powiecie augustowskim. Dla gromady ustalono 10 członków gromadzkiej rady narodowej.
1 stycznia 1972 gromadę Cimochy zniesiono, a jej obszar włączono do gromady Wieliczki.